# Аліша Діксон
Аліша Аньянетте Діксон (англ. Alesha Dixon; нар. 7 жовтня 1978, Гартфордшир, Велика Британія) — британська співачка, танцюристка, реперка, модель, телевізійна ведуча та суддя в шоу талантів. Здобула популярність в 2001 році як учасниця жіночого R&B/garage тріо Mis-Teeq. В 2005 році почала сольну кар'єру на лейблі Polydor Records. Після випуску дебютного сольного альбому Fired Up в 2006 році через низькі продажі перших двох синглів Lipstick та Knockdown покинула Polydor Records.
В 2007 році Діксон перемогла в танцювальному шоу Strictly Come Dancing. Її популярність знову зросла, вона уклала контракт з Asylum Records. На лейблі випустила другий альбом The Alesha Show в 2008, який став платиновим асоціацією BPI в Британії разом з основними синглами альбому The Boy Does Nothing та Breathe Slow, останній займав найвищі сходинки чарту та був номінований в Brit Awards.
У вересні 2009 року Діксон судила шоу Strictly Come Dancing, заміняючи Арлен Філліпс. В 2010 повернулася на 8 сезон шоу та випустила третій студійний альбом The Entertainer. В січні 2012 після закінчення 9 сезону Strictly Come Dancing та її трирічного суддівства на ньому Діксон перейшла до Britain's Got Talent. Четвертий альбом Do It for Love вийшов у 2015 році.
Діксон вела телешоу Your Face Sounds Familiar (2013), Text Santa (2014–15) and Dance Dance Dance (2017).

## Біографія
Аліша Аньянетте Діксон народилася в Уелін-Гарден, в родині ямайця Мелвіна та англійки Беверлі Гаріс. Має шість сестер та двох братів.
Аліша навчалася в школі Монк Валк в Уелін-Гарден. Батьки розійшлися, коли їй було чотири, і вона пізніше описувала свою сім'ю як «дисфункціональну». В період з 8 до 10 років Діксон була свідкою домашнього насильства, яке чинив співмешканець до її матері. Вперше вона розповіла про це через 21 рік в 2010-му році. Разом з BBC вона зняла документальний фільм Don't Hit My Mum, про домашнє насильство з точки зору дитини, зауваживши: «Коли я думаю про той час, я не пам'ятаю життя в гармонії та радості, я гадаю, що це затьмарив суцільний негатив. Негативні та страшні спогади стерли все хороше… Я вірю, що кожна дитина має право на щасливе та безстрашне дитинство».
Її перша робота була в фірмі Ladbrokes, хоча вона мріяла стати тренеркою фізкультури після коледжу: після закінчення дипломного курсу з фізичного виховання вона планувала працювати тренеркою в Університеті Лафборо. Проте під час заняття танцями в Лондоні зустріла скаута талантів. Під час поїздки додому на потязі до неї підійшов ще один скаут та запитав, чи зацікавлена вона.

### 1999—2005: Mis-Teeq
Музичну кар'єру Діксон розпочала в 1999 році, коли познайомилася з Сабріною Вашингтон: разом вони ходили в школу танців в Фулемі. Вони вирішили заснувати гурт і запросили приєднатися Сью-Еліс Неш, щоб сформували тріо. Невдовзі вони підписали контракт з Telstar Records та прийняли в гурт Зену МакНалі, після чого Mis-Teeq стали популярним у Великій Британії garage/R&B жіночим гуртом.
2000 року Діксон з тоді ще невідомим гуртом Damage записала спільний сингл Rumours, який зайняв 22 місце в UK Singles Chart. Жанр цього треку був дещо відмінний від звичного для цього гурту R&B до garage.
В січні 2001 року Mis-Teeq випустили перший сингл Why?. Трек зайняв 8 місце чартів в квітні того ж року. Гурт знімав два окремих відеокліпи до даного синглу, супроводжуючи їх різними версіями пісні. Успіх пісні збігся з виходом з гурту Зени Макналі; пізніше вона стверджувала, що суперечка між нею та Вашингтон була ключовим фактором її виходу. Mis-Teeq продовжували бути тріо та випустили All I Want, який був більш успішнішим і займав 2 місце в чарті, поруч з синглом Shaggy Angel. В жовтні 2001 гурт випустив дебютний альбом Lickin' on Both Sides з такими хітами, як One Night Stand, B with Me та Roll On/This Is How We Do It. 2002 року Mis-Teeq були номіновані на BRIT Awards в Ерлс Корт, пізніше того ж року гурт виграв MOBO Awards за краще виконання геріджу. Після успіху їх дебютного альбому 2003 року Mis-Teeq з'являються на обкладинці журналу JD Sports.
2003 року Mis-Teeq випускають другий альбом Eye Candy з синглами Scandalous, Can't Get It Back та Style. В 2004 гурт їде в тур США з новим альбомом у програмі.
В 2004 році Аліша Діксон разом з N.E.R.D знімають музичний кліп до синглу She Wants to Move. В кліпі вона танцювала на подіумі. Після зйомок відеокліпу поширилися чутки, що Діксон зустрічається з Фарреллом Вільямсоном. Остання пісня Діксон разом з Mis-Teeq була «Shoo Shoo Baby» для діснеївського фільму Веліант. 
В березні 2005 року було випущено компіляцію їх Greatest Hits та анонсовано про розпад гурту та початок сольної кар'єри Аліші Діксон.
У червні 2005 року Діксон одружилася з Майклом Гарві молодшим. В листопаді 2006 року розлучилася після зради чоловіка з Джавін Гілтон.

### 2006–08:Fired UpтаStrictly Come Dancing
Аліша Діксон в інтерв'ю щодо виходу з лейблу Polydor.
Аліша Діксон розпочала сольну кар'єру після Mis-Teeq's, отримавши £500,000 та підписавши контракт, про випуск трьох альбомів на лейблі Polydor Records. Вона за рік записала дебютний соло альбом Fired Up, працюючи з продюсерами світового рангу, такими як Richard X, Xenomania, Джонні Дуглас, Браяан Гіґґінс, Естель та Полом Епвортом. Протягом цього періоду Діксон виступала як «Аліша». В червні 2005 року було анонсовано перший сольний сингл «Superficial». Однак на останній хвилині сингл «Lipstick» був обраний першим синглом. «Lipstick» вийшов 14 серпня 2006, він зайняв 14 сходинку в UK Singles Chart.
Випущений другий сингл Knockdown 30 жовтня 2006 року зайняв 25 позицію в UK Singles Downloads Chart. Проте в UK Singles Chart сингл посів 45 місце, та через неділю спустився до позначки 68. 6 листопада 2006 Аліша Діксон покинула Polydor Records. Polydor передав їй всі права на її дебютний альбом Fired Up.
2007 року Діскон взяла участь у п'яти серіях шоу Strictly Come Dancing, в партнерстві з професійним танцюристом Метью Катлером. Спочатку їй не сподобалась ця ідея через остороги, що це шоу зашкодить її кар'єрі. Через три тижні шоу їх пара стала улюбленцями публіки, неодноразово отримуючи від суддів максимальну кількість балів, а Діксон порівнювали з «молодою Жозефіною Бейкер». Пара отримала в фіналі 4,5 мільйонів, голосів перемігши пару Мета Ді Анжело та Флавії Какаче. За історію шоу це була одна з найкращих пар, що в середньому отримувала 36,5 / 40 балів за кожне шоу.

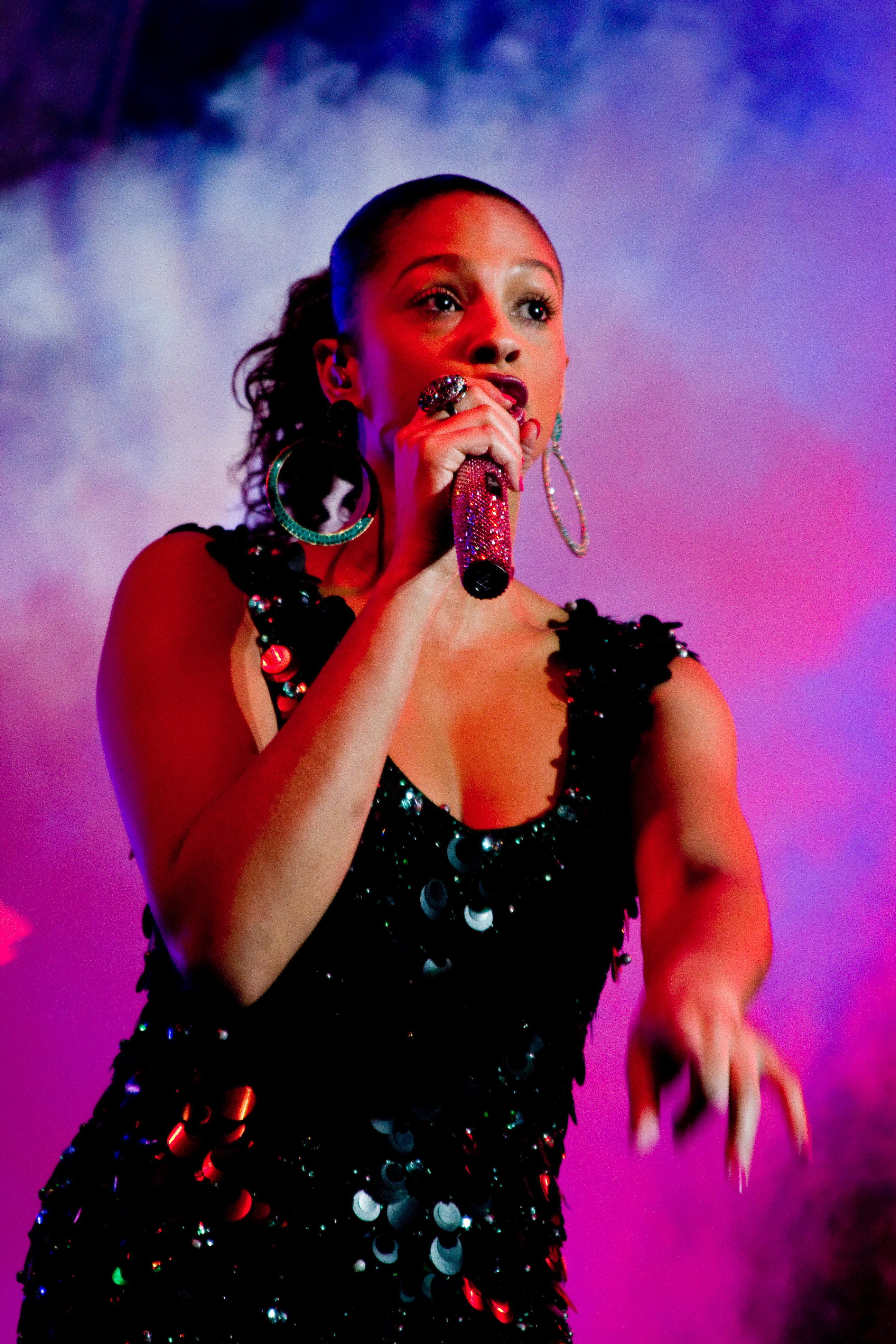
Аліша у 2008 році

| Тиждень # | Танець/Пісня                                                                                      | Загальна кількість балів                     | Результати                 |
| --------- | ------------------------------------------------------------------------------------------------- | -------------------------------------------- | -------------------------- |
| 2         | Румба/Hurt                                                                                        | 31(8,7,8,8)                                  | Прохід до наступного етапу |
| 3         | Джайв/Shake a Tail Feather                                                                        | 36(9,9,9,9)                                  | Прохід до наступного етапу |
| 4         | American Smooth/Top Hat, White Tie and Tails                                                      | 33(8,8,8,9)                                  | Прохід до наступного етапу |
| 5         | Фокстрот/Heaven                                                                                   | 36(9,9,9,9)                                  | Прохід до наступного етапу |
| 6         | Сальса/Wanna Be Startin' Somethin'                                                                | 35(9,8,9,9)                                  | Прохід до наступного етапу |
| 7         | Вальс/A Time For Us                                                                               | 38(9,10,9,10)                                | Прохід до наступного етапу |
| 8         | Ча-ча-ча/Crazy in Love                                                                            | 39(9,10,10,10)                               | Прохід до наступного етапу |
| 9         | Танго/Jealousy Самба/Reach Out I'll Be There                                                      | 38(9,10,9,10) 36(9,8,10,9)                   | Прохід до наступного етапу |
| 10        | Віденський вальс/Memory Пасодобль/Токата                                                          | 38(9,9,10,10) 36(9,9,9,9)                    | Прохід з другої спроби     |
| 11        | Квікстеп/Valerie Аргентинське танго/I'd Be Surprisingly Good For You                              | 38(9,9,10,10)                                | Прохід до наступного етапу |
| 12        | Вальс/A Time for Us Ча-ча-ча/Crazy in Love Джайв/We Love to Boogie Шоуденс/Holding out for a Hero | 39(10,10,9,10) 38(9,9,10,10) 35(9,8,9,9) N/A | Переможець                 |

### 2008–09:The Alesha Showта суддівство вStrictly Come Dancing
Після перемоги в Strictly Come Dancing, Діксон опинилась в центрі війни між звукозаписуючими лейблами. Однак Аліша вирішила підписати контракт на випуск чотирьох альбомів разом з Asylum Records в 2008 році. Наступний альбом випущений на цьому лейблі вийшов 24 листопада 2008 року у Великій Британії та 21 листопада в Ірландії. Офіційний сингл альбому «The Boy Does Nothing» невдовзі опинився в топ-10 хітів UK Singles Chart та отримав золото з продажами в 1,000,000 копій по всьому світі.
Другий сингл альбому The Alesha Show, «Breathe Slow» посів 39 місце чарту та був у продажу виключно в електронному завантаженні. отримавши срібло та 200,000 проданих копій.
Третій сингл під назвою «Let's Get Excited» випущений на фізичному носію 11 травня та посівший позначку 13 в UK Singles Chart. «Let's Get Excited» став першим треком альбому, який не зайняв топ 10 чарту, сингл отримав платину та 300,000 проданих копій лише у Великій Британії. Четвертий сингл із назвою «To Love Again» поступив до продажу 15 листопада 2009 року. Трек балада був написаний Алішою та Ґері Барлоу і є першим синглом взятим з делюксової версії альбому The Alesha Show — Encore, що вийшов у світ 23 листопада. З яким Діксон вирушила у 17-денне турне, що розпочалося 20 жовтня 2009 року в Ноттінгемі.
В липні 2009 року Діксон приєдналася до суддів шоу Strictly Come Dancing. Будучи заміною Арлін Флліпс, ця подія призвела до ейджизму та сексизму зі сторони медія BBC щодо Аліші. Суддівський дебют Аліші глядачі сприйняли з критицизмом: в студію BBC надійшло понад 272 скарги на неї. Діксон тричі переносила дату майбутнього туру через її ненормований графік та створення власного вечірнього шоу The Alesha Show

### 2010–11:The Entertainer
На початку 2010 року Діксон почала роботу над третім студійним альбомом, The Entertainer який планувала випустити літом. 15 березня вона прилітає до Данії щоб розпочати роботу над платівкою разом з Soulshock and Karlin продюсерами Діксон. Пізніше на фасайті Діксон було оголошено, що запис в створенні альбому буде брати участь також Родні Джеркінс, продюсер звукозапису який в свій час працював разом з Майклом Джексоном над створенням його фінальною версією альбому Invincible, Lady Gaga та Бейонсе.
16 червня Діксон розмістила запис на фансайті про те що майбутній альбом має мати назву Unleashed, згодом на сайті було розміщено LS під назвою Drummer Boy, записаного під керівництвом музичного продюсера Шема Джосефа або «ShamRock». 5 серпня Аліша вирішила змінити назву майбутнього альбому на The Entertainer. «Drummer Boy» посів 15 місце в UK Singles Chart. 16 вересня було анонсовано, що Аліша Діксон разом з Roll Deep випустить новий сингл гурту Take Control. Трек з'являвся в обох їх альбомах — Winner Stays On — The Entertainer. Radio, другий сингл The Entertainer, який провалився в чартах в листопаді 2010 року. Випуск синглу співпав з випуском альбому; через рік альбом зібрав 60,000 копій.

## Дискографія
- Fired Up (2006)
- The Alesha Show (2008)
- The Entertainer (2010)
- Do It for Love (2015)

## Тури
| Головний - 2009: The Alesha Show | Підтримуючий - 2009: Enrique Iglesias тур по Британії |

## Нагороди та номінації
| Рік  | Церемонія                  | Нагорода                  | Номінована пісня       | Результат |
| ---- | -------------------------- | ------------------------- | ---------------------- | --------- |
| 2006 | MOBO Awards                | Best UK Female            | Herself                | Номінація |
| 2008 | Cosmopolitan Awards        | Ultimate Confidence Queen | Herself                | Перемога  |
| 2009 | MOBO Awards                | Best UK Act               | Herself                | Номінація |
| 2009 | MOBO Awards                | Best Video                | «The Boy Does Nothing» | Номінація |
| 2009 | UK Music Video Awards      | Best Pop Video            | «The Boy Does Nothing» | Номінація |
| 2009 | UK Music Video Awards      | Best Styling in a Video   | «The Boy Does Nothing» | Номінація |
| 2009 | Los Premios 40 Principales | Best International Song   | «The Boy Does Nothing» | Номінація |
| 2010 | BRIT Awards                | British Single            | «Breathe Slow»         | Номінація |
| 2010 | MOBO Awards                | Best Video                | «Drummer Boy»          | Номінація |
| 2010 | BT Visit London Awards     | Sound of London           | Herself                | Перемога  |